# Gewöhnliche Mahonie

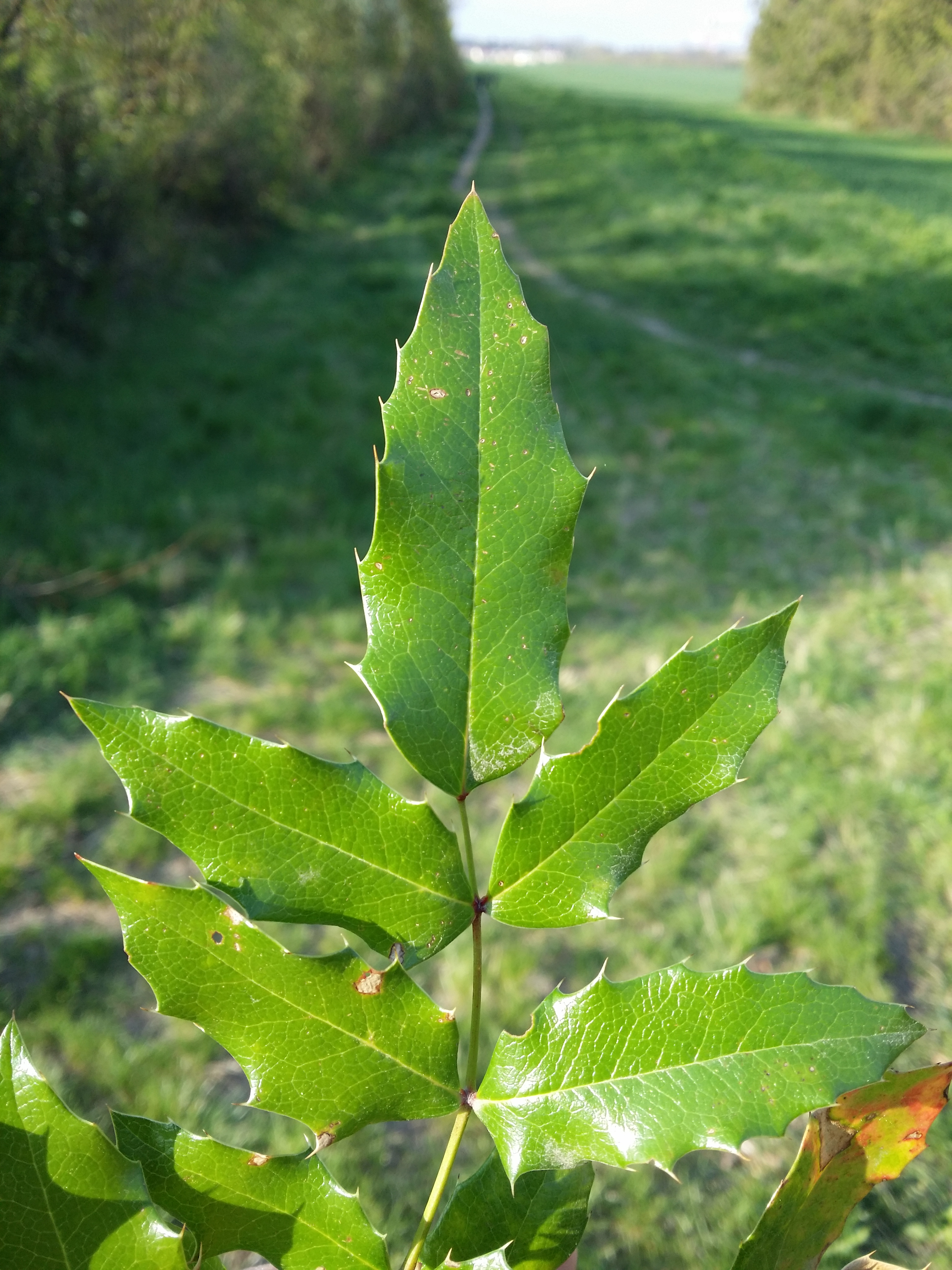
Gefiedertes Blatt

Die Gewöhnliche Mahonie oder Stechdornblättrige Mahonie (Mahonia aquifolium) ist eine Pflanzenart aus der Gattung der Mahonien (Mahonia) innerhalb der Familie der Berberitzengewächse (Berberidaceae). Sie kommt ursprünglich aus dem westlichen Nordamerika und ist beispielsweise in Europa ein Neophyt. Sie wird als Ziergehölz in Parks und Gärten verwendet.

## Beschreibung

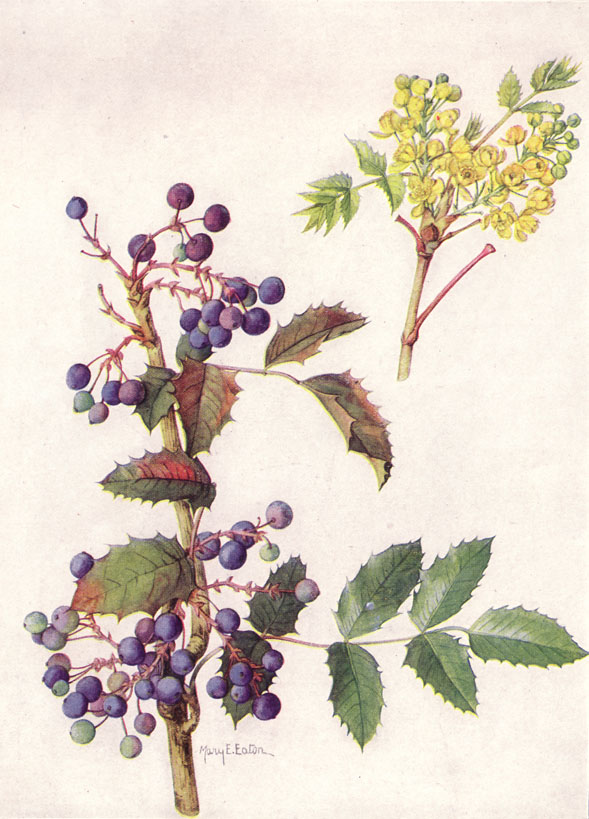
Illustration

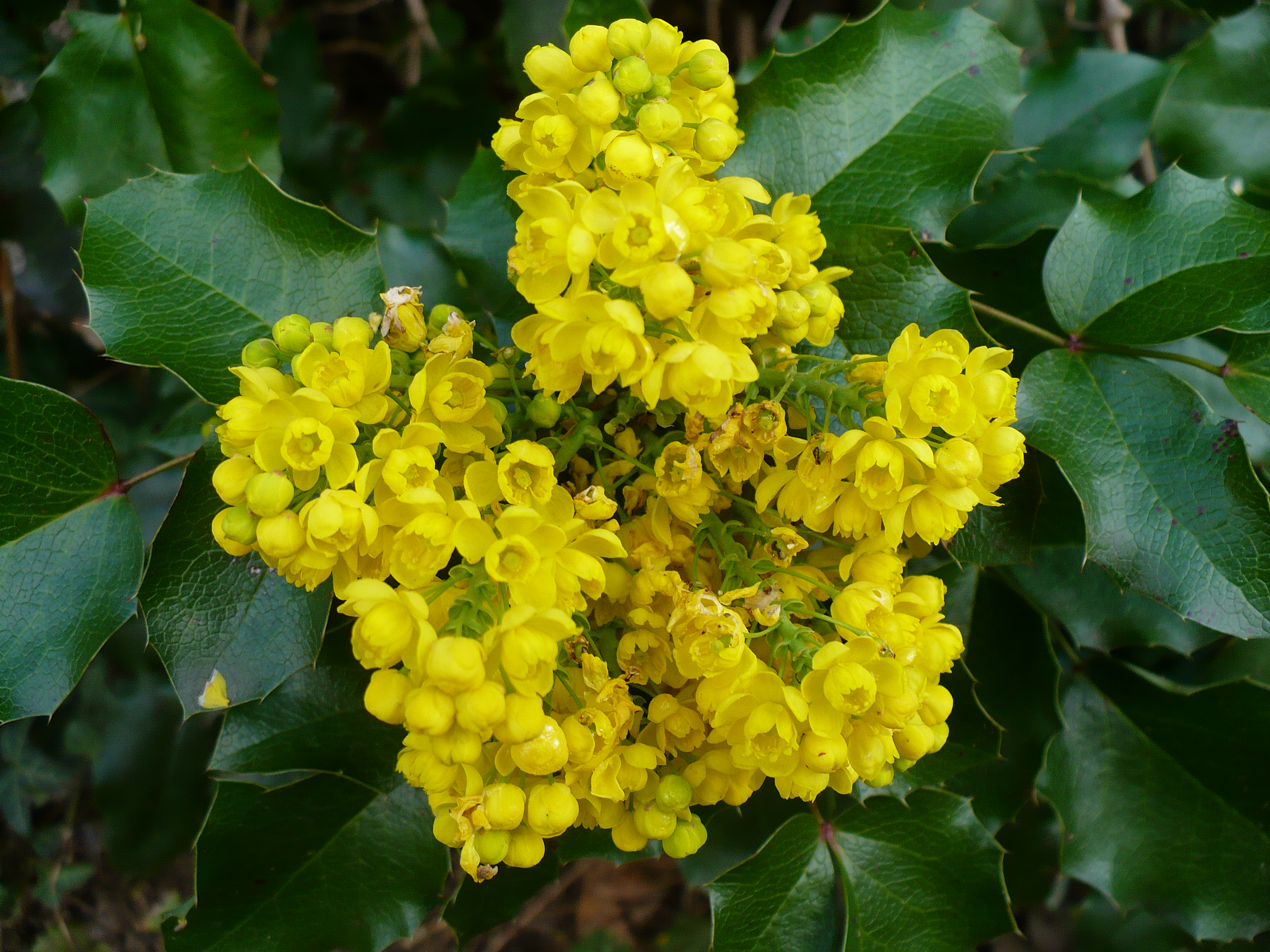
Blütenstand

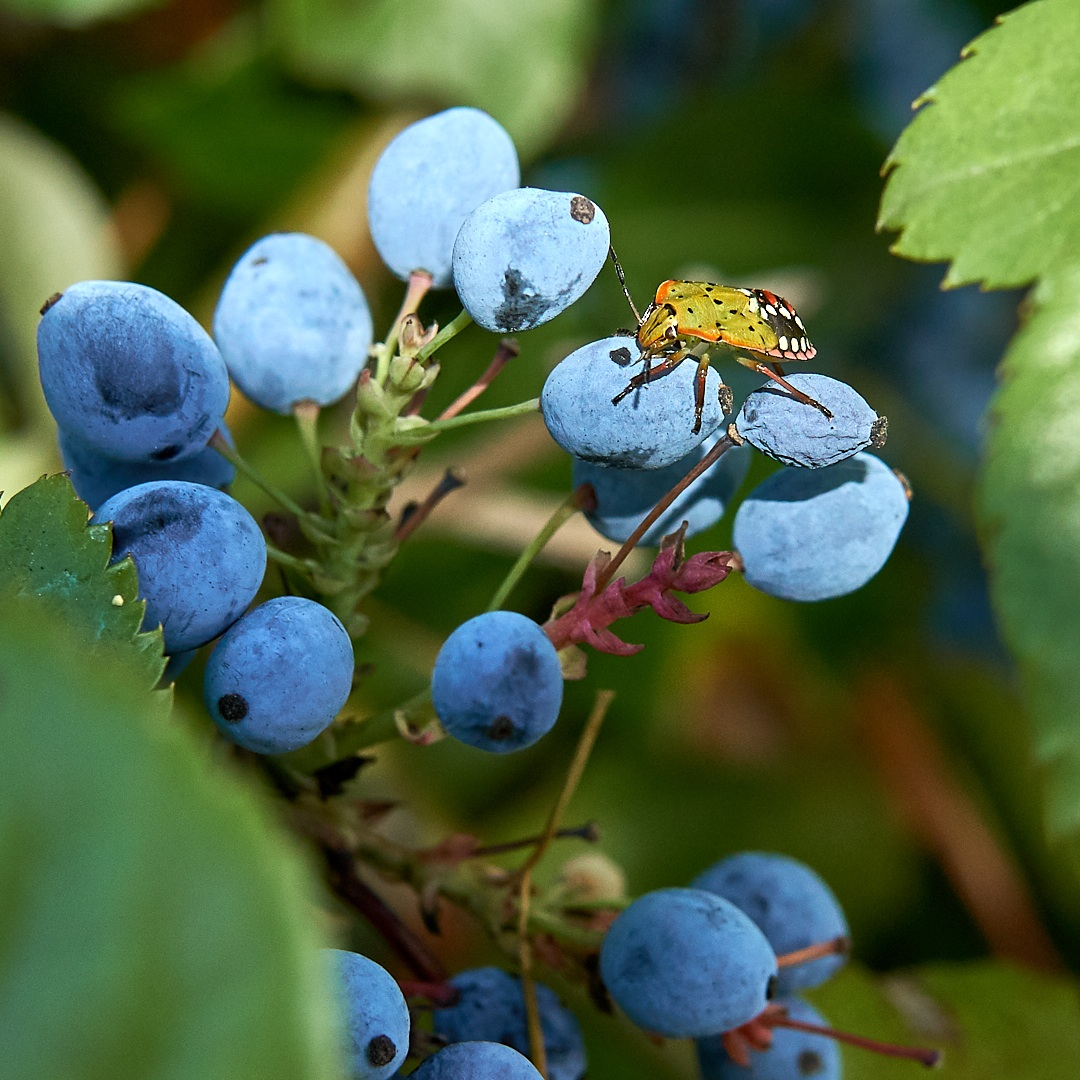
Früchte

### Vegetative Merkmale
Die Gewöhnliche Mahonie wächst als selbstständig aufrechter, vielstämmiger und unbewehrter, immergrüner Strauch und erreicht Wuchshöhen bis über 2,5 Meter.
Die wechselständigen, bis 30 Zentimeter langen und gestielten Laubblätter sind unpaarig gefiedert. Die sitzenden, außer das Endblättchen ist gestielt, steifledrigen, bis zu 9 eiförmigen bis elliptischen, spitzen bis stumpfen, stachelspitzigen Blättchen sind bis 8,5 Zentimeter lang. Die Blättchenoberseite ist glänzend dunkelgrün und die Unterseite ist heller gefärbt. Der Blattrand ist zum Teil stark gewellt und jederseits mit 10 bis 20 Stachelzähnen besetzt. Die Laubblätter sind im Winter manchmal tief bronze-rot bis rot-purpur gefärbt.

### Generative Merkmale
Die Blütezeit reicht von März bis Juni. Die endständigen, aufrechten, dichten, bis zu 9 Zentimeter langen und vielblütigen traubigen Blütenstände stehen zu dritt bis viert zusammen.
Die duftenden, kleinen, zwittrigen und kurz gestielten Blüten sind dreizählig, gelb und manchmal rot überlaufen. Es sind 9 Kelchblätter vorhanden. Die sechs, zweispitzigen Kronblätter sind goldgelb. Die kurzen Staubfäden besitzen oben seitlich zwei Zähnchen. Die Narbe ist sitzend.
Die Früchte reifen ab August. Die bei Reife blau-schwarzen, bläulich „bereiften“ Beeren mit Narberesten sind bis 1,2 Zentimeter groß, kugelig bis ellipsoid oder eiförmig bis verkehrt-eiförmig und enthalten zwei bis fünf Samen. Die Samen sind rotbraun. Die Beeren sind essbar und schmecken stark sauer; sie haben einen dunkelroten Saft.
Die Chromosomenzahl beträgt 2n = 28.

## Ökologie
Wie auch bei anderen Berberitzengewächsen kann man bei der Gewöhnlichen Mahonie den seltenen Mechanismus von reizbaren Staubblättern studieren, die etwa bei Berührung durch ein Insekt explosionsartig in Richtung Narbe schnellen und somit ihren Blütenstaub am Besucher festheften.
Die Gewöhnliche Mahonie blüht schon zeitig im Frühjahr (ab März) und stellt damit eine frühe Nektar- und Pollentracht für Bienen und Hummeln dar. Aufgrund ihres guten Angebots an Nektar (N2) und sehr guten Angebots an Pollen (P4) ist die Gewöhnliche Mahonie eine gute Nahrungsquelle für Honigbienen und andere Insekten im Frühjahr. Die Blütezeit liegt je nach Region und Witterung im Zeitraum März bis Mai.

### Vermehrung
Die Vermehrung erfolgt hauptsächlich vegetativ durch unterirdische Ausläufer, Stecklinge oder durch Tierausbreitung der Samen.

### Pilze
Gelegenheitlich kann ein weißer Belag auf der Pflanze entstehen, der Mehltau, bei manchen Sorten auch Rost ( Cumminsiella mirabilissima).

## Ähnlichkeit mit anderen Pflanzenarten
Die Mahonie wird wegen der äußeren Ähnlichkeit gelegentlich mit der Europäischen Stechpalme (Ilex aquifolium) verwechselt. „Laien halten Mahonien nicht selten für Lorbeer.“

## Vorkommen

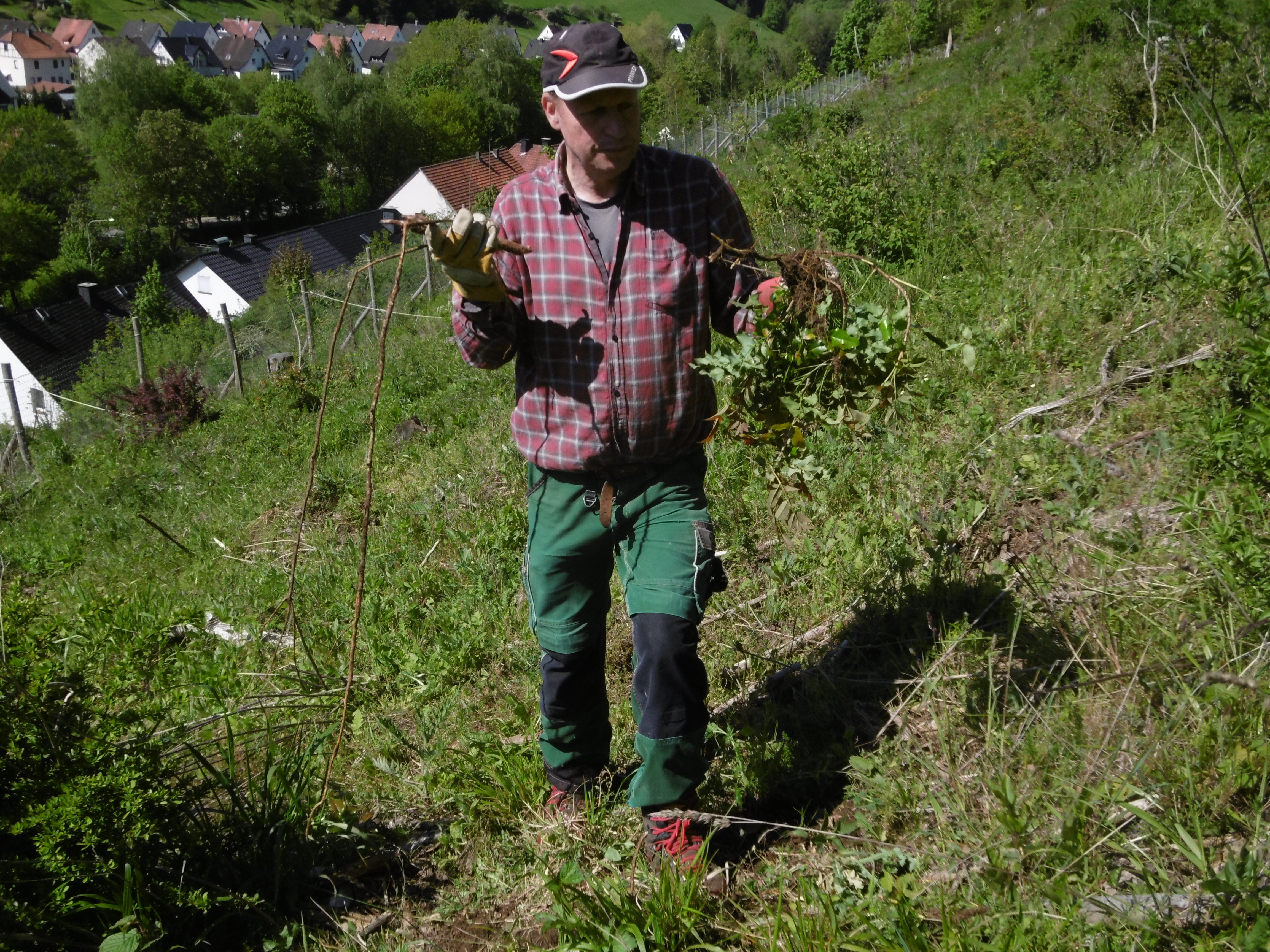
Bei Bekämpfungsaktion der Biologischen Station Hochsauerlandkreis gegen die Gewöhnliche Mahonie im NSG ausgehackte Pflanze

Das ursprüngliche Verbreitungsgebiet der Gewöhnlichen Mahonie reicht im westlichen Nordamerika vom kanadischen British Columbia bis zum US-Bundesstaat Oregon. In Oregon ist die Gewöhnliche Mahonie die offizielle Staatsblume („Oregon grape“). Sie ist beispielsweise in Mitteleuropa, besonders in Frankreich ein weitverbreiteter Neophyt.
Die ökologischen Zeigerwerte sind in der Schweiz (nach Landolt et al. (2010)): Feuchtezahl F = 2+ (frisch), Lichtzahl L = 2 (schattig), Reaktionszahl R = 3 (schwach sauer bis neutral), Temperaturzahl T = 4+ (warm-kollin), Nährstoffzahl N = 3 (mäßig nährstoffarm bis mäßig nährstoffreich), Kontinentalitätszahl K = 2 (subozeanisch).

## Systematik
Die Erstveröffentlichung erfolgte 1813 unter dem Namen (Basionym) Berberis aquifolium durch Frederick Traugott Pursh. Das Artepitheton aquifolium setzt sich aus den lateinischen Wörtern acus für Spitze und folium für Blatt zusammen und weist auf die Spitzen an den Blatträndern hin.

## Nutzung
Die Gewöhnliche Mahonie wird in den gemäßigten Gebieten fast weltweit als Zierpflanze in Parks und Gärten verwendet. Sie wächst sowohl in sonnigen als auch in halbschattigen Standorten.
Von der Gewöhnlichen Mahonie sind einige Sorten bekannt, zum Beispiel die Sorten ‘Apollo’, ‘Atropurpurea’, ‘Smaragd’ und ‘Compacta’.
Hier sind nur die zwei bekanntesten aus einer großen Anzahl von Sorten aufgelistet:
- ‘Jupiter’: Breit aufrechter Wuchs bis 1,5 Meter, keine Ausläufer. Die Blütenstände sind aufrecht und die Blüte ist hellgelb. Die Sorte ist leicht mehltauanfällig.
- ‘Mirena’: Straff aufrechter Wuchs bis 1,3 Meter, dicksstrebig. Die Sorte ist sehr ertragreich und sehr widerstandsfähig gegenüber Mehltau und Rost.[7]

Mit der Kleinen Mahonie (Mahonia fortunei) bildet die Gewöhnliche Mahonie (Mahonia aquifolium) die Hybride Mahonia ×heterophylla. Mit der Fiederblättrigen Mahonie (Mahonia pinnata) bildet die Gewöhnliche Mahonie (Mahonia aquifolium) die Hybride Wagners Mahonie (Mahonia ×wagneri).
Nach der Systematik des letzten Jahrhunderts bildet wie mehrere Berberitzen-Arten auch die Gewöhnliche Mahonie mehrere Arten der Hybridgattung Berberitzenmahonie (×Mahoberberis).
Die Gewöhnliche Mahonie ist nicht ohne Weiteres zu verwerten, da die meisten Pflanzenteile giftig sind. Die Wurzeln enthalten bis zu 1,5 % Berberin sowie diverse weitere Alkaloide. Der Alkaloid-Gehalt der Beeren liegt bei etwa 0,05 %; sie sind essbar und werden z. B. für die Herstellung von Marmeladen und Fruchtweinen sowie in der Mischung mit anderen säurearmen Fruchtarten als Farbkomponente verwendet. Die Beere hat einen Zuckeranteil von 9,8 g/100 g und Fruchtsäure von 4,87 g/100 ml. Des Weiteren enthält sie verschiedene Vitamine, u. a. Vitamin C und Mineralstoffe.
In der Literatur finden sich Hinweise auf die medizinische Verwendung von Pflanzenextrakten, insbesondere des darin enthaltenen Berberins zur Bekämpfung von Haarschuppen und Schuppenflechte, möglicherweise auch Akne. Der Extrakt aus Rinde und Wurzel wird in der traditionellen Literatur und in der Homöopathie bei Hautausschlag empfohlen.
Die Gewöhnliche Mahonie kann zum Färben von Wolle, Seide und Baumwolle verwendet werden. Die Beeren färben blau-violett, die innere Rinde und gelben Wurzeln gelb.